# Huacaraje (gemeente)
Huacaraje is een gemeente (municipio) in de Boliviaanse provincie Iténez in het departement Beni. De gemeente telt naar schatting 4.479 inwoners (2018). De hoofdplaats is Huacaraje.